# El jorobadito
El jorobadito (1933) es un cuento del argentino Roberto Arlt incluido dentro de su primera colección de cuentos, que lleva el mismo nombre. En esta colección de un total de nueve cuentos, publicada por Librerías Anaconda, encontramos cuatro cuentos (El jorobadito, Ester Primavera, Las fieras y El traje del fantasma) donde los narradores están en situación semejante: se encuentran encerrados y aislados. En el caso de El jorobadito, el narrador se encuentra en el calabozo a consecuencia de un acto delictivo, cuya confesión es el centro de la trama. 
El tema principal del cuento es la idea del mal, algo muy explotado por los escritores hispanoamericanos. A su vez, encontramos otros subtemas como el delito, la locura, la traición, la hipocresía y la crítica a la moral burguesa.

## Argumento
Su argumento posee una pulsión metaliteraria (una historia dentro de otra). El cuento comienza con el protagonista en el calabozo tras haber cometido un crimen de asesinato. El protagonista cuenta cómo, de manera fortuita, conoció al jorobadito, al cual llama Rigoletto. 
A su vez, el protagonista tiene una novia de la que duda que le quiera y se ve presionado por la señora X, que es la madre de su novia. Debido a la presión que el protagonista siente, decide hacer una prueba de amor (Obra de teatro Prueba de amor, 1932) empleando al jorobadito, pero finamente todo sale mal. El cuento acaba con la estrangulación del jorabadito por parte del protagonista. 

## Narrador
Narrador en primera persona, autodiegéticos (narrador protagonista porque cuenta su propia historia). La narración es ulterior, en pasado.
Este narrador está encerrado en un calabozo por haber estrangulado al jorobadito. Al principio del cuento comienza hablando de que se halla en el calabozo por estrangular a Rigoletto, a raíz de eso nos completa la historia contándonos cómo conoció al jorobadito y el porqué de la estrangulación.
La sociedad interpreta el asesinato como la consecuencia de su locura y lo encierra en la cárcel pero el narrador intenta defenderse de esta acusación construyendo una lógica persuasiva, como una justificación del crimen.

## Personajes
1. El protagonista del cual no sabemos el nombre.
2. El jorobadito, también llamado por el protagonista, Rigoletto.
3. La novia del protagonista.
4. La señora x (madre de la novia)